# هيسانوري اوغاوا
هيسانوري اوغاوا (باليابانية: 小川 久範) (22 مايو 1984 في فوكوكا في اليابان – )؛ هو لاعب كرة قدم كان يلعب كمدافع.

## وصلات خارجية
- هيسانوري اوغاوا على موقع الاتحاد الدولي (مؤرشف)  (الإنجليزية)
- هيسانوري اوغاوا على موقع عالم كرة القدم.نت (الإنجليزية)